# Municipio de Lakin (Minnesota)
El municipio de Lakin (en inglés: Lakin Township) es un municipio ubicado en el condado de Morrison en el estado estadounidense de Minnesota. En el año 2010 tenía una población de 450 habitantes y una densidad poblacional de 4,84 personas por km².

## Geografía
El municipio de Lakin se encuentra ubicado en las coordenadas 45°51′59″N 93°49′39″O / 45.86639, -93.82750. Según la Oficina del Censo de los Estados Unidos, el municipio tiene una superficie total de 92.91 km², de la cual 92,91 km² corresponden a tierra firme y (0 %) 0 km² es agua.

## Demografía
Según el censo de 2010, había 450 personas residiendo en el municipio de Lakin. La densidad de población era de 4,84 hab./km². De los 450 habitantes, el municipio de Lakin estaba compuesto por el 98,89 % blancos, el 0,67 % eran amerindios, el 0,22 % eran asiáticos y el 0,22 % eran de una mezcla de razas. Del total de la población el 0,89 % eran hispanos o latinos de cualquier raza.